# Dietrich Rauschtenberger
Dietrich Rauschtenberger (* 23. September 1939 in Schwelm) ist ein deutscher Autor, Schauspieler und Jazzmusiker.

## Leben und Wirken
Rauschtenberger fing Mitte der fünfziger Jahre an, Schlagzeug zu spielen; er war Mitglied verschiedener Dixieland- und Swing-Bands im Raum Wuppertal. 1960 traf er Peter Brötzmann; mit ihm und Peter Kowald gründete er 1961 ein Trio, das als eine der ersten Gruppen in Europa sich dem Free Jazz widmete. Seit den siebziger Jahren stellte er seine Texte zusammen mit seiner Musik in Musik-und-Literatur-Projekten vor. Er veröffentlichte Kurzgeschichten und Essays auch in verschiedenen Anthologien und der Zeitschrift Jazzthetik.
Von 1984 bis 1987 war Dietrich Rauschtenberger Schlagzeuger im Komitee für optisch-akustische Interaktion mit Jochem Ahmann und anderen Künstlern und Musikern.
Seit 1986 war er in verschiedenen Theaterinszenierungen als Musiker oder Schauspieler aktiv. Mit Eugen Egner und Dietmar Wehr improvisierte er in der Gruppe Gorilla Moon. Er spielt weiterhin im Wuppertaler Improvisations-Orchester, im Trio mit Wolfgang Schmidtke und Christian Ramond und im Duo mit Paul Hubweber. Daneben führt er seine Solo-Performance Die Kunst ein Schlagzeug aufzubauen auf. 2005 wurde sein Hörspiel Wie wir den Free Jazz erfunden haben mit Rolf Becker als Sprecher produziert. Mit Hans Wißdorf und Axel Petry bildete er das Trio Einwandfrei.
1989 erhielt Rauschtenberger den Satirepreis des Literaturbüros Gladbeck für die Kurzgeschichte „Mehr Rohr“. 1994 wurde er mit dem Publikumspreis der 10. Wuppertaler Literaturtage für die Kurzgeschichte „Kramers Dackel“ ausgezeichnet.
Dietrich Rauschtenberger engagiert sich seit vielen Jahren bei Bündnis 90/Die Grünen, so war er in der Vergangenheit Vorsitzender des Stadtverbandes Schwelm. Bei den Kommunalwahlen im Jahr 2020 kandidierte er für den Gemeinderat.

## Schriften
- Heute ist morgen gestern, Klinx, 1979
- Von Menschen und Maschinen, Klinx, 1984
- Mehr Rohr, Klinx, 1994 (Neuauflage Romanfürsorge Wuppertal, 2004)
- Jazz und Ikebana, Das fünfte Tier: Luzern 2009[3]
- Trombeck: Wie wir den Freejazz erfunden haben kuk Joachim Körber Verlag, 2015
- Mit Kowald in Sibirien : Eine Reise zum Mittelpunkt Asiens Nacke, Wuppertal 2015

## Diskographische Hinweise
- Open Field Musik  (1976)
- Geru (1992, mit Andrew Solovyov, Peter Kowald und Alexander Kostikov)
- Wie wir den Free Jazz erfunden haben (2005)
- Gorilla Moon Zehn extemporierte Stücke (2007 mit Eugen Egner und Dietmar Wehr)